# Jonas Andreæ Hellagius
Jonas Andreæ Hellagius, död september 1659 i Tingstads församling, Östergötlands län, var en svensk präst.

## Biografi
Hellagius blev 30 augusti 1600 student vid Uppsala universitet och prästvigdes 22 maj 1613. Han blev 1619 komminister i Brunneby församling och 1625 kyrkoherde i Västra Eds församling. Hellagius blev 1635 kyrkoherde i Tingstads församling. Han avled 1659 i Tingstads församling.

### Familj
Hellagius var första gången gift med Anna Andersdotter (död 1646). De fick tillsammans barnen: 
1. komministern Laurentius Tingelman i Kättilstads församling
2. Ragnhild Hellagius som var gift med kronofogden Sten Jespersson
3. Sara Hellagius som var gift med kyrkoherden Sveno Theodori Gelsenius i Gamleby församling
4. Elisabeth Hellagius (född 1629) som var gift med Lars Jonsson i Tingstads frösamling och tullnären Udde Henriksson Cederberg i Ystad
5. Maria Hellagius (född 1634)
6. Eva Hellagius (född 1634)
7. Anders Hellagius (född 1637).[2]

Hellagius gifte sig andra gången 8 mars 1648 med Ingäl Hansdotter (död 1668) från Skärkinds församling. De fick tillsammans barnen: 
1. Jonas Hellagius (född 1649)
2. Elsa Hellagius (född 1650)
3. Johannes Hellagius (1651–1656).[2]